# Ардженд Бечирі
Ардженд Бечирі (мак. Арѓенд Беќири / алб. Argjend Beqiri; нар. 3 квітня 1974, Тетово, СР Македонія) — македонський футболіст та тренер албанського походження, виступав на позиції нападника.

## Життєпис
Футбольну кар'єру розпочинав в Македонії, виступав за клуби «Тетекс», «Слога Югомагнат», «Шкендія» та «Ренова». У сезонах 1999/00 та 2000/01 років ставав найкращим бомбардиром македонського чемпіонату (з 19-а та 27-а голами відповідно). З 1997 по 1999 рік виступав за бельгійський «Антверпен». КБФА помилково зареєструвала гравце під прізвищем «Бекірі». Також захищав кольори швейцарського «Арау».
З 1999 по 2001 рік захищав кольори національної збірної Македонії, у футболці якої зіграв 16 матчів та відзначився 2-а голами.
По завершенні футбольної кар'єри розпочав тренерську діяльність. Спочатку очолював нижчоліговий македонський клуб «Гостивар». З 2017 року працює головним тренером косовського клубу «Феріжай».

## Статистика виступів в «Антверпені»
| Клуб        | Сезон   | Матчі | Голи |   |   |
| ----------- | ------- | ----- | ---- | - | - |
| «Антверпен» | 1997-98 | 24    | 9    | 0 | 0 |
| «Антверпен» | 1998-99 | 2     | 1    | 0 | 0 |
| Загалом     |         | 26    | 10   | 0 | 0 |

## Досягнення

### Командні
«Слога Югомагнат»
- Перша ліга Македонії
  -  Чемпіон (3): 1999, 2000, 2001
- Кубок Македонії
  -  Володар (3): 1996, 2000, 2004

### Особисті
- Найкращий бомбардир Першої ліги Македонії (2): 2000, 2001